# Michael Fairman

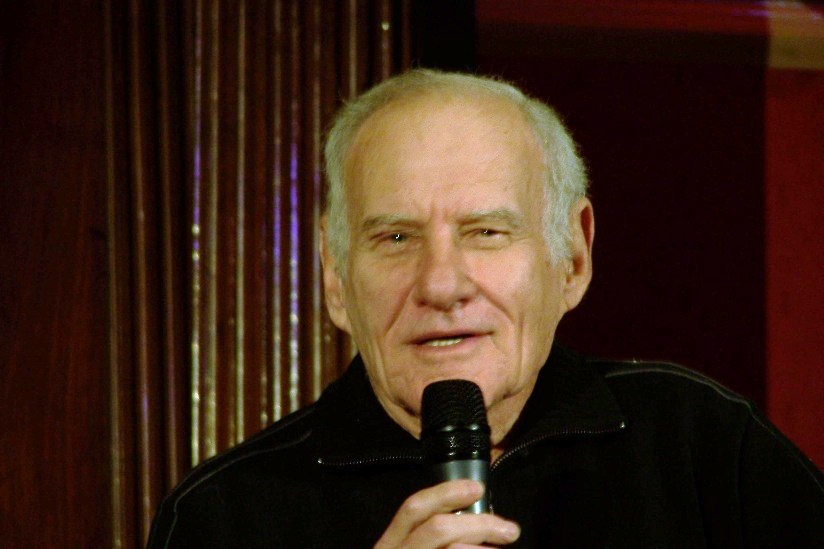
Michael Fairman (2007)

Michael Fairman (* 25. Februar 1934 in New York City, New York) ist ein US-amerikanischer Schauspieler und Drehbuchautor. Sein Schaffen umfasst mehr als 150 Auftritte in Filmen und Fernsehserien.

## Leben
Fairman wurde 1934 in New York City geboren. Er begann seine Karriere 1965 mit einem Auftritt im Fernsehfilm They've Killed President Lincoln!. Zu seinen ersten wichtigen Produktionen gehört der Kriminalfilm Der Anderson Clan, wo er in einer kleinen Nebenrolle als Sergeant Claire zu sehen war. Es folgten Gastauftritte in Fernsehserien wie Drei Engel für Charlie, Das A-Team oder Knight Rider. In den folgenden Jahren trat Fairman in mehreren Dutzend solcher Serien und Fernsehfilmen auf. Von 1984 bis 1988 verkörperte er die Rolle des Deputy Inspector Knelman in Cagney & Lacey. Von 1986 bis 1994 war er als Judge Douglas McGrath in L.A. Law – Staranwälte, Tricks, Prozesse zu sehen.
Neben seiner Fernsehlaufbahn wirkte Fairman vereinzelt auch in Spielfilmen mit. So spielte er 2000 den UN-Botschafter Adlai Ewing Stevenson junior im Politthriller Thirteen Days, gefolgt von einer kleinen Nebenrolle als Jason in Mulholland Drive – Straße der Finsternis im Jahr 2001. 2007 spielte er den Bestattungsunternehmer Henry Walken im Horrorfilm Dead Silence. 2010 war Fairman als Lumpy Feldstein in drei Folgen der Fernsehserie Sons of Anarchy zu sehen. Hinzu kamen weitere Gastauftritte in Serien wie Monk und Bones – Die Knochenjägerin. Zu seinen bekanntesten Rollen gehört die des Patrick Murphy in der Seifenoper Schatten der Leidenschaft, die er von 2008 bis 2017 in insgesamt 188 Folgen darstellte.
Fairman wurde in seiner Karriere von verschiedenen Sprechern synchronisiert. Am häufigsten sprach ihn Gerd Holtenau. In seinen bekanntesten Filmauftritten Thirteen Days und Dead Silence wurde er von Horst Sachtleben beziehungsweise von Norbert Gastell synchronisiert.
Neben seiner Schauspielkarriere ist Fairman auch als Drehbuchautor tätig. So schrieb er unter anderem von 1978 bis 1982 das Drehbuch zu fünf Folgen der US-amerikanischen Fernsehserie WKRP in Cincinnati sowie 1983 für den Fernsehfilm Found Money.
Fairman war lange Jahre Mitglied der Scientology-Kirche und spielte auch in einigen ihrer Werbefilme mit. Im Januar 2011 verließ er Scientology, nachdem er laut eigener Aussage bereits seit 2009 die Methoden der Organisation hinterfragt hatte und mit anderen Mitgliedern in Konflikt geriet.

## Filmografie (Auswahl)

### Filme
- 1965: They’ve Killed President Lincoln! (Fernsehfilm)
- 1971: Der Anderson Clan (The Anderson Tapes)
- 1978: Eingekreist (A Question of Guilt; Fernsehfilm)
- 1980: Die Entführung des Präsidenten (The Kidnapping of the President)
- 1980: Marilyn Monroe – Eine wahre Geschichte (Fernsehfilm)
- 1980: Mit Vollgas nach San Fernando (Any Which Way You Can)
- 1981: Charlie Chan und der Fluch der Drachenkönigin (Charlie Chan and the Curse of the Dragon Queen)
- 1981: Bis zum letzten Schuß (Gangster Wars)
- 1984: Kampf gegen die Ausweglosigkeit (Anatomy of an Illness; Fernsehfilm)
- 1985: Die Rückkehr der bezaubernden Jeannie (I Dream of Jeannie... Fifteen Years Later; Fernsehfilm)
- 1989: The Banker
- 1990: One Day in Dallas
- 1991: Bloodsucking Pharaohs in Pittsburgh
- 1996: Great white Hype – Eine K.O.mödie (The Great White Hype)
- 1996: Apollo 11 (Fernsehfilm)
- 1997: Teufel in Weiß (The Nurse)
- 1997: Cupid – Armors blutiger Pfeil (Cupid)
- 1998: Brina’s Problem
- 1998: Freedom Strike – Die Achse des Bösen (Freedom Strike)
- 1999: Auf die stürmische Art (Forces of Nature)
- 2000: Der Tod lauert nebenan (The Perfect Tenant)
- 2000: Thirteen Days
- 2001: The Perfect Wife (Fernsehfilm)
- 2001: Mulholland Drive – Straße der Finsternis (Mulholland Drive)
- 2005: Wheelmen
- 2006: Beyond the Wall of Sleep
- 2006: Love Comes to the Executioner
- 2006: The Hard Easy
- 2007: Dead Silence
- 2008: The Reflecting Pool
- 2008: Dark Streets
- 2010: Browncoats: Redemption
- 2013: A Voice in the Dark
- 2016: After the Reality
- 2022: Father Stu
- 2023: Shelter

### Fernsehserien
Soweit nicht anders erwähnt jeweils eine Folge
- 1977: Drei Engel für Charlie (Charlie’s Angels)
- 1978: Barnaby Jones
- 1979: Mrs. Columbo
- 1980: Taxi
- 1980: Die Schnüffler (Tenspeed and Brown Shoe)
- 1981: Soap – Trautes Heim (Soap; zwei Folgen)
- 1982–1984: Polizeirevier Hill Street (Hill Street Blues; 6 Folgen)
- 1983/1987: Agentin mit Herz (Scarecrow and Mrs. King; zwei Folgen)
- 1984: Das A-Team (The A-Team)
- 1984: Knight Rider
- 1984: Cagney & Lacey (17 Folgen)
- 1985: MacGyver
- 1986–1994: L.A. Law – Staranwälte, Tricks, Prozesse (L.A. Law; 14 Folgen)
- 1987: California Clan (zwei Folgen)
- 1988: Der Denver-Clan (Dynasty)
- 1990: Mord ist ihr Hobby (Murder, She Wrote)
- 1993: Golden Palace
- 1993: Seinfeld
- 1997: Akte X – Die unheimlichen Fälle des FBI (The X-Files)
- 1998: Viper
- 1999: Das Leben und Ich (Boy Meets World)
- 2000: Boston Public
- 2001: King of Queens (The King of Queens)
- 2002: JAG – Im Auftrag der Ehre (JAG; zwei Folgen)
- 2002: Firefly – Der Aufbruch der Serenity (Firefly; zwei Folgen)
- 2003: Für alle Fälle Amy (Judging Amy)
- 2005: Without a Trace – Spurlos verschwunden (Without a Trace)
- 2006: Ghost Whisperer – Stimmen aus dem Jenseits (Ghost Whisperer)
- 2006: Medium – Nichts bleibt verborgen (Medium)
- 2008–2017: Schatten der Leidenschaft (The Young and the Restless; Fernsehserie, 188 Folgen)
- 2009: Monk
- 2010: Sons of Anarchy (drei Folgen)
- 2013: Bones – Die Knochenjägerin (Bones)
- 2013/2015: Workaholics (zwei Folgen)
- 2014: The Fosters
- 2020: Kidding
- 2023: Will Trent

### Als Drehbuchautor
- 1979–1982: WKRP in Cincinnati (Fernsehserie, fünf Folgen)
- 1983: Found Money (Fernsehfilm)
- 1988: Hercules (Fernsehfilm)